# No Milk Today
«No Milk Today» es un sencillo del grupo inglés Herman's Hermits lanzado en el año 1966, uno de sus mayores éxitos.
La cara B incluía el tema "My Reservation's Been Confirmed" en la mayoría de los países de Europa, donde el sencillo fue muy popular.
En EE. UU. en principio no fue lanzado, pero fue incluido al año siguiente como cara B de "There's a Kind of Hush".
La canción fue regrabada por su autor, Graham Gouldman, para su álbum en solitario The Graham Gouldman Thing, de 1968. La cantante Lita Torelló realizó una versión en español en 1967, retitulada "Todo cambió".